# Štrancar
Štrancar je priimek več znanih Slovencev:
- Aleš Štrancar (*1962), kemik, biotehnolog, podjetnik
- Alojz Štrancar (1885—1983), gozdarski strokovnjak, hidrotehnik (hudourničar)
- Anton Štrancar (1922—2015), duhovnik, monsinjor, obnovitelj cerkva
- Janez Štrancar (*1973), biofizik, nanotehnolog (IJS), prof.
- Jožef Bartolomej Štrancar (1864—1944), duhovnik, organizator, gospodarstvenik
- Marijan Štancar - "Monos" (1941—2008), pesnik
- Primož Štrancar (*1972), gorski kolesar
- Tina Štrancar (*1985), prevajalka, strok. za sodobno nemško književnost